# Francesco Jacomoni
Francesco Jacomoni, né le 31 août 1893 à Reggio de Calabre (royaume d'Italie) et mort le 17 février 1973 à Rome (Italie), est un diplomate italien qui a été gouverneur d'Albanie et chef de la milice fasciste albanaise avant et pendant la Seconde Guerre mondiale.